# Alessi Brothers

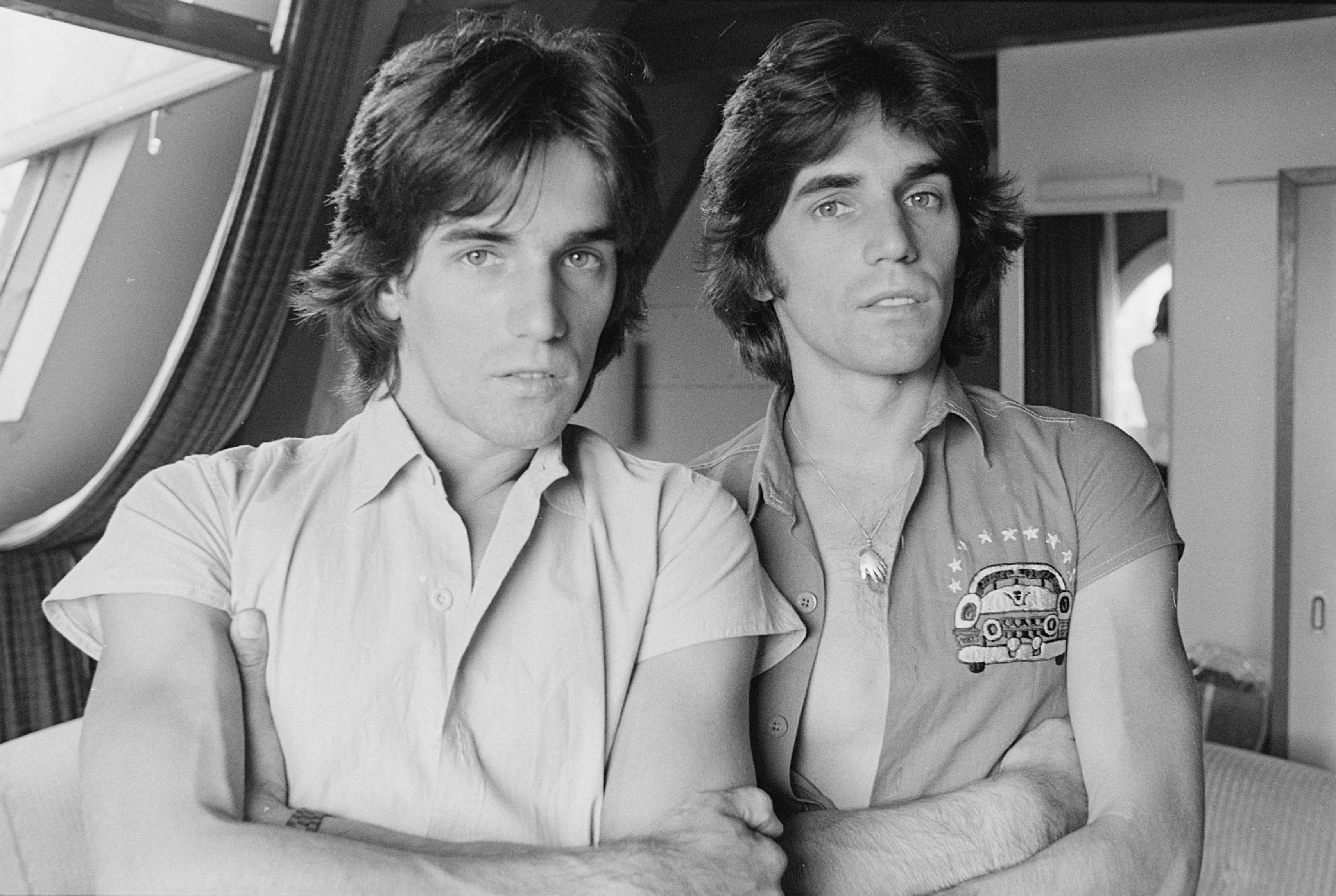
Alessi Brothers in 1977

Alessi Brothers é um duo de pop rock americano formado pelos irmãos gêmeos,  Bill (Billy) Alessi e Bob (Bobby) Alessi (nascidos em 12 de julho de 1953, Long Island , Nova York ). A dupla é mundialmente conhecida pelo hit de 1984 Savin 'the Day, que fez parte da trilha sonora do filme  Ghostbusters. Outros hits também se destacam, como Oh Lori, Sad Songs, Forever e All for reason.
"Oh Lori" se tornou um hit em mais de dezessete países. Os irmãos Alessi gravaram cinco álbuns em grandes gravadoras . Eles venderam mais de oito milhões de discos em todo o mundo, e fizeram excursão com Andy Gibb em sua turnê Shadow Dancing.
Billy e Bobby Alessi, cooperou com Art Garfunkel em seu álbum de 1979 Fate for Breakfast, proporcionando, principalmente, os vocais de fundo . Como arranjadores vocais, os gêmeos ajudaram Deborah Gibson em seu álbum M.YOB , incluindo o trabalho de produção e de escrever a faixa-título. No Brasil, a canção "Sad Songs" apareceu na trilha sonora internacional da novela da Rede Globo, Locomotivas, em 1977. A canção "All for a Reason", nos anos 80, apareceu na série de comerciais do cigarro Holywood (Ao Sucesso!).

## Discografia

### Álbuns
- 1977 - Alessi - A&M
- 1978 - All for a Reason - A&M
- 1978 - Driftin'  - A&M
- 1979 - Words & Music - A&M
- 1982 - Long Time Friends - Qwest
- 2003 - Hello Everyone - Eden Roc Records
- 2006 - Just Like That - Pink Records

### Trilha sonora
- Os Caça-Fantasmas - (1984) - Arista ("Savin' the Day")